# 吉田嘉明
吉田 嘉明（よしだ よしあき、1941年〈昭和16年〉1月31日 - ）は、日本の実業家。株式会社大和心代表取締役会長兼社長。
株式会社DHCの創業者であり、代表取締役会長ならびに最高経営責任者（CEO）を務めた。日本経団連評議員を務めた。

## 経歴
日本統治時代の朝鮮に吉田稔（佐賀県出身）・信子（広島県出身）の次男として生まれる。
両親の結婚記念日に生まれたので、目出度い日に生まれたという事で「嘉明（よしあき）」という名前がついた。
父親は佐賀県の農学校を出て、当時の農林省から朝鮮に派遣された役人だった。外祖父の松場密三郎は当時日本の統治下にあった朝鮮・満州・台湾を舞台に大活躍した有名な実業家であった。
敗戦後は父親の故郷である佐賀県唐津市に引き揚げ、唐津市立外町小学校、唐津市立第一中学校、西南学院高校を経て、1965年に叔母の母校でもある同志社大学文学部英文学科を卒業。
大学卒業後、原田産業に入社。1966年に英検1級・運輸省通訳案内業国家試験合格後、通訳業に携わる。1972年、大学翻訳センター（現・DHC）を設立。
2022年11月、DHCをオリックスに売却。それに伴い、2023年2月にDHCの会長を退任した。ただし、一部の事業はオリックスへの売却対象外となり、海洋深層水事業などは引き続き保有することになった。福岡県のラジオ局であるCROSS FMは全株式を自身が一旦保有した上で譲渡先を探していたが、2023年9月に福岡出身の実業家である堀江貴文ら3人に売却した。リゾートホテル事業についても、唐津シーサイドホテルは2023年12月にシャトレーゼホールディングスへの売却、赤沢温泉郷は2024年12月にカトープレジャーグループへの売却がそれぞれ発表された。
DHC退任前の2022年7月に、新会社・株式会社大手総合通販大和心設立準備室を設立。役員は、代表取締役の吉田嘉明、監査役の吉田こずえ、会計監査人の長田信也の3人。2023年3月に株式会社大和心（やまとごころ）に改称、資本金を300億円に増資し、2023年11月に営業を開始した。千葉県流山市に全自動配送システムを備えた物流拠点を置き、化粧品やサプリメント、食品、雑貨など幅広い商品のECを行う。求人サイトによると「在庫を管理する倉庫を自動化・省人化した自動倉庫によるスピード配送を実現した“高速総合通販事業”を行う」としている。

## 家族・親戚

### 吉田家
5人兄弟で嘉明は上から4番目の次男坊だった。
- 父・稔（生没年不明） 
故郷の佐賀県に引き揚げてからは、代用教員をした後、地元の佐賀県農業協同組合信用連合会の唐津支所長を務めた。
- 母・信子（生没年不明）
- 妻・千之（1952年（昭和27年）3月28日生） 
草壁敏雄の次女。明治大学短期大学経済学科卒。

### 親戚
- 外祖父・松場密三郎（生没年不明）
日本統治時代の朝鮮・群山府にて米穀・肥料・雑貨を扱う商店（1904年創業）を営んだ[14]。
- 伯父・松場茂（1923年（大正12年）11月28日 - 2003年（平成15年）2月4日）[15]
一橋大学商学部卒。協和醱酵工業（現・協和キリン）元監査役[15]。

## 政治資金拠出問題
2014年、吉田が渡辺喜美みんなの党代表に対し、2010年の第22回参議院議員通常選挙および2012年の第46回衆議院議員総選挙の直前に計8億円を「選挙資金として貸した」ことを公表。選挙運動費用収支報告書や政治資金収支報告書に8億円は記載されておらず、渡辺代表は「純粋に個人として借り、利息も払った」とのコメントを出す。
また、この問題についてブログでコメントを行った弁護士の澤藤統一郎に対し、名誉毀損だとして2000万円（後に6000万円に増額）を請求する訴訟を起こしたが、東京地裁は吉田の請求をすべて棄却した。その後弁護士側が、吉田の訴訟は自由な言論を封じる脅し目的の「スラップ」に当たるとして、吉田を提訴。2019年10月4日、東京地裁は「提訴は著しく相当性を欠く違法行為だった」と認定し、吉田およびDHCに対し、110万円の支払いを命じる判決を下した。DHC側は判決を不服として控訴する意向を示した。

## 政治的見解
吉田は在日コリアンやマスメディアに関する見解を、たびたび自身が経営するDHC社のホームページ上やマスメディア上にて公表していた。特に在日コリアンに向けられたヘイトについては、日本弁護士連合会から警告書を送られたこともあり、事実無根のヘイトスピーチやデマにあたるとの批判も存在する。

### 在日コリアンおよび韓国系帰化日本人に対する批評
2016年2月12日、吉田が代表取締役会長を務めるDHCのホームページ内の「会長メッセージ」という記事にて、「何が本物で、何が偽物・似非ものなのか」という主題について次のように述べ、批判を受けた。
- 本物や偽物、似非ものについて語るにあたり、「在日」（在日コリアンへの吉田による略称）の問題は重要である。この「在日」とは、すでに帰化して日本国籍となっている者も含む。
- 問題なのは、日本国籍となって3代目の「在日」が日本を批判したり、「在日」の集団を作ることである。このような「似非日本人」である「在日」は、日本の政界（特に民主党）、マスメディア（特に朝日新聞、NHK、TBS）、法曹界（裁判官や弁護士。特に東京大学出身者）、芸能界、スポーツ界には特に多い。
- 政界、官僚、マスメディア、法曹界に多い「在日」は、日本国民の生活に深刻な影響を与える。DHC社が関わる裁判において、裁判官が「在日」で被告も「在日」である場合、DHC社が必ず敗訴する。「似非日本人」は不要であり、母国（大韓民国または朝鮮民主主義人民共和国）に帰らせるべきだ。

しかし、2008年から2019年までDHCが大口スポンサーを務めていたJリーグのサガン鳥栖には、この期間中も多くの韓国人・在日コリアン系の選手やスタッフが所属している。
2023年11月にも新会社「大和心」のオンラインショップサイトで本人名義・「大和心の宣言」として「大手総合通販で、トップが純粋な日本人なのは、大和心だけのようです」、Amazon.co.jp・ヨドバシカメラ・楽天の代表者名を挙げて「お顔の特徴から、しばしば在日の疑いがかけられていますが、ご自身自らが頑なに否定しておられるので、あなた自身でご判断ください」「『在日通名大全』（示現舎刊）によると、100%の朝鮮系とされています。大手通販はこのとおりですが、弱小の通販も似たり寄ったりのようです。元々は外国人の方に、日本人の心が理解できるのでしょうか？ 」などと中傷。

### マスメディアと在日コリアンの関係に対する批評、日本人の祖先に関する見解
2018年5月、傘下のインターネット動画配信メディア「DHCテレビジョン」の放送が放送倫理・番組向上機構（BPO）によって「重大な放送倫理違反があった」と批判された件について、産経新聞のオピニオンサイト「iRONNA」に手記を送る形で抗議を行い、次のように述べた。
- 近年のマスメディアは以前よりも明らかに左傾化、「朝鮮化」（吉田による造語）している。TBS系『サンデーモーニング』が最も顕著であり、放送内容が一貫して反日、反安倍という徹底した左翼寄りの番組である。他のマスメディアも五十歩百歩であり、NHKも左傾化を隠せていない。
- 多くのテレビ番組で、東京大学や早稲田大学出身の教授や、「在日帰化人」（在日コリアンから帰化した日本国籍者へ対する呼称。吉田による造語）のジャーナリストや文化人、また「一見性別不能の左翼芸能人」が重用されている。
- 東京大学や早稲田大学の出身者には「在日」が多い。
- 大企業の創業者の大半は「在日帰化人」であり、吉田のように純粋な大和民族は珍しい。「在日帰化人」の実業家は、民族的な性格からか非常に貪欲である。昔ながらの人情味のある小売店が日本から失われた原因は、「在日帰化人」の実業家のせいではないだろうか。
- 日本人の容姿は中国人や韓国人と似ているため、日本人のルーツは朝鮮半島からの渡来人だと考えられがちである。しかし、近年の遺伝子の研究により、日本人は中国人や韓国人とは全く関係のない民族だと判明した。日本人の祖先はシベリアから北海道を経由して南下してきた集団が圧倒的多数であり、南方や朝鮮半島からの移民は少数であった。アジアの中では唯一、日本人だけがヨーロッパ人に近い民族なのである。
- 日本人は、全くの異人種である韓国人を決して日本へ大規模に移民させてはならない。ましてや政権やマスメディアを韓国人に支配されることは絶対に避けなければならない。

### サントリーと在日コリアンの関係に関する批評
2020年11月、会長を務めるDHCホームページ上の「ヤケクソくじについて」という記事にて、「DHCは競合他社と異なり消費者のために誠実である」という趣旨として次のように述べた。
サントリーのCMに起用されているタレントはどういうわけかほぼ全員がコリアン系の日本人です。そのためネットではチョントリーと揶揄されているようです。DHCは起用タレントをはじめ、すべてが純粋な日本企業です。まもなく創業50周年を迎えようとしている老舗の会社です。今、雨後の筍のように出てきた幾多数多の同業者とも一線を画しています。
この発言は同年12月に物議を醸し「差別的である」としてSNSや国内外のマスメディアで批判されたが、DHCの広報部は取材に対し「コメントすることは特にない」としている。
更にこれを批判的に報じた日本放送協会（NHK）についても2021年4月、「幹部・アナウンサー・社員のほとんどがコリアン系」「日本の敵です。不要です。つぶしましょう」などと記した本人名義の文章を自社サイトで追加して掲げた。
これらを受けて、DHCの取引先が提携を解消するなどした。
なお、サントリーはむしろ吉田が支持していた安倍晋三政権と親密な関係にあった。

### NHKに対する批評
2021年（令和3年）4月9日時点で、吉田はDHC社のオンラインショップページ上に「NHKは日本の敵です。不要です。つぶしましょう」などとする文章を自身の名義で掲載していた。これについては、NHKに対する誹謗中傷との指摘もある。NHKは同日、「問われる企業の人権意識」とする特集番組を放送した。

## 人物
カーマニアとしても知られ、中でもホンダ・NSX（初代）については複数台を乗り継いだほか、2005年に限定5台で発売された「NSX-R GT」を唯一購入した人物でもある。なおその「NSX-R GT」は2018年現在も所有しており、ホンダの広報によれば「普段乗ることはないが、いつでも乗れる状態にはしてある」という。